# Esprit Holdings

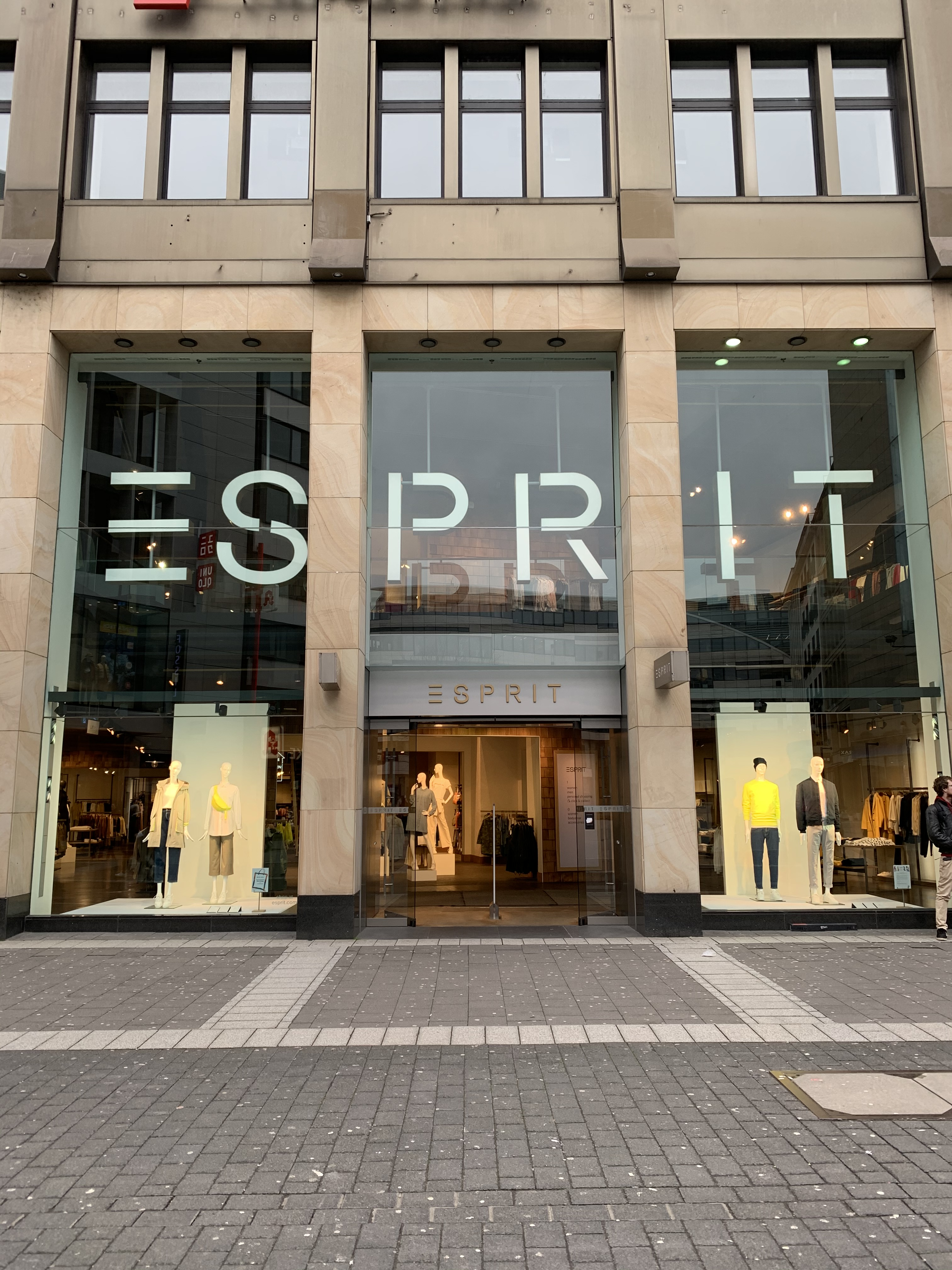
Esprit winkel in Düsseldorf (2020)

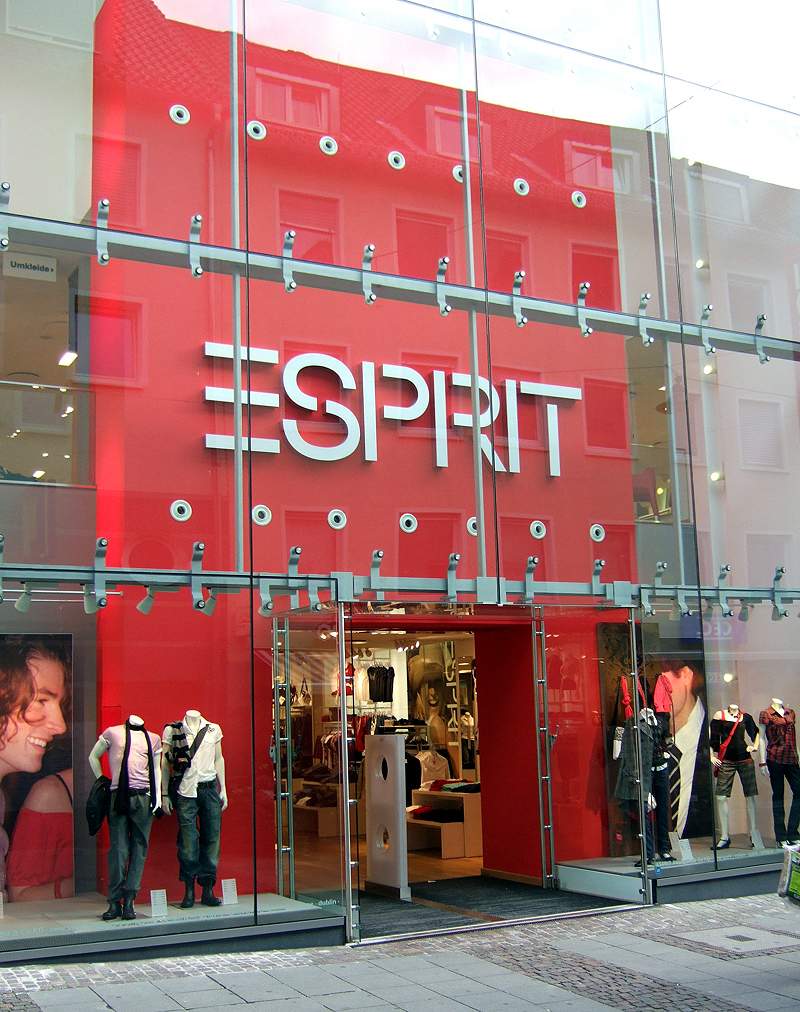
Esprit-winkel in Duitsland (2007)

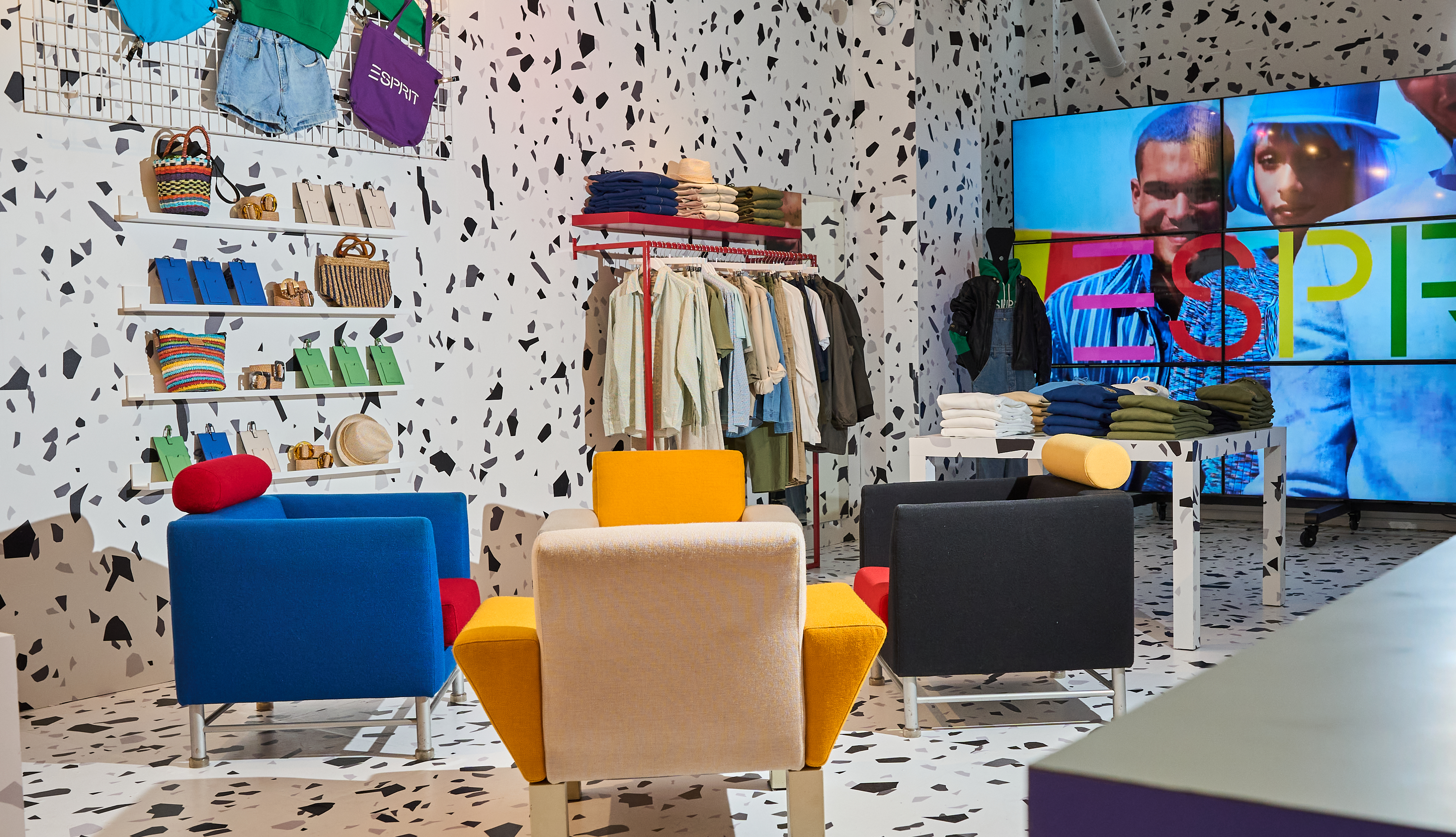
ESPRIT winkelbeeld

Esprit Holdings Limited is een wereldwijd beursgenoteerd detailhandelsbedrijf opgericht in Bermuda, met het hoofdkantoor in North Point, Hong Kong. Het bedrijf biedt een assortiment kleding, accessoires, schoeisel, sieraden en huishoudelijke artikelen onder het Esprit-label.

## Activiteiten
In 2023 was de omzet bijna zes miljard Hongkong dollar. De omzet werd behaald via drie verkoopkanalen: internet, verkopen via de groothandel en tot slot via eigen winkels. Het omzetaandeel van de internet verkopen lag op 37%, van de groothandel op 36% en een kwart via de eigen winkels. De bruto winstmarge lag iets boven de 40%.
Esprit opereert in meer dan 30 markten in Europa, Azië en Amerika. In Europa heeft het merk 160 winkels en ongeveer 400 franchise-winkels, Duitsland is de grootste afzetmarkt. Het heeft verder ongeveer 20 partnerwinkels in Zuidoost-Azië en ongeveer 50 in Latijns-Amerika. Ze hebben ook twee pop-upwinkels in de Verenigde Staten, in Los Angeles en New York.

### Resultaten
In het gebroken boekjaar tot 30 juni 2008 bereikte het bedrijf een recordomzet van HK$ 37 miljard en behaalde goede winsten. Het had 700 winkels en de uitbreiding van de winkels ging de drie daaropvolgende jaren door tot 1146 per 30 juni 2011. Op 30 juni 2008 had Esprit 14.590 medewerkers in dienst. Esprit kampt daarna met een dalende omzet, eerst langzaam maar na 2011/11 nam de omzetdaling toe. In de afgelopen tien jaar realiseerde het bedrijf slechts in drie jaren een bescheiden winst en in de overige zeven jaren werden forse verliezen geleden. De aanhoudende negatieve resultaten deden het eigen vermogen van de onderneming krimpen. 
| Jaar    | Omzet  | EBIT  | Netto- resultaat | Eigen vermogen |
| ------- | ------ | ----- | ---------------- | -------------- |
| 2009/10 | 33.734 | 3786  | 4226             | 16.072         |
| 2010/11 | 33.767 | 692   | 79               | 16.233         |
| 2011/12 | 30.165 | 1171  | 873              | 15.606         |
| 2012/13 | 25.902 | −4170 | −4388            | 16.596         |
| 2013/14 | 24.227 | 361   | 210              | 16.911         |
| 2014/15 | 19.421 | −3683 | −3696            | 11.898         |
| 2015/16 | 17.788 | −596  | 21               | 11.397         |
| 2016/17 | 15.492 | −102  | 67               | 11.543         |
| 2017/18 | 15.455 | −2253 | −2554            | 9026           |
| 2018/19 | 12.932 | −2080 | −2144            | 6713           |
| 2019/20 | 9874   | −3447 | −3992            | 2770           |
| 2020    | 886    | −2253 | −414             | 4239           |
| 2021    | 8316   | 416   | 381              | 5117           |
| 2022    | 7063   | −642  | −664             | 4235           |
| 2023    | 5912   | −2547 | −2339            | 1966           |

## Geschiedenis
Esprit is opgericht in 1968 in San Francisco. Esprit was de eerste kledinglijn opgezet door Susie en Doug Tompkins (ook medeoprichters van The North Face) en werd aanvankelijk verkocht vanuit een VW-bus, terwijl het appartement van de Tompkins in San Francisco diende als het hoofdkantoor van het merk.
Uiteindelijk liep het huwelijk stuk en raakten de twee van elkaar vervreemd. Na een twee jaar durende strijd om Esprit verkocht Tompkins in 1990 zijn belang in de Amerikaanse Esprit-activiteiten aan Tompkins Buell en een groep investeerders. Tompkins bleef eigenaar van de activiteiten in Zuid-Europa en behield zijn verschillende aandelen in internationale Esprit-filialen, die hij uiteindelijk in 1996 verkocht. Chinese investeerders namen het bedrijf over.
In april 2020 besloot het bedrijf alle 56 winkels in Azië, met uitzondering van het Chinese vasteland, te sluiten. De verkopen waren ingezakt mede door de coronapandemie. De winkels in Singapore, Maleisië, Taiwan, Hongkong en Macau zijn medio 2020 dichtgegaan. De winkels waren goed voor zo'n 4% van de totale omzet.
In 2023 leed de holding een operationeel verlies van 300 miljoen euro.

### Faillissement aanvragen
In 2019 verlaagde de Chinese aandeelhouder het kapitaal van Esprit Belgium van 19 miljoen euro naar 3 miljoen euro. Hierdoor had het bedrijf een te kleine financiële buffer om zich te wapenen voor de daaropvolgende Coronacrisis, de energiecrisis en de toenemende onlineverkoop. In april 2024 ging het bedrijf Esprit België failliet, dat de 15 eigen winkels van Esprit uitbaatte. Deze winkels (met 148 werknemers) sluiten. De 10 winkels in België die uitgebaat worden door zelfstandigen blijven open.
In maart 2024 ging Esprit Switzerland Retail failliet.
Esprit Holdings heeft nog een poging gedaan de activiteiten op het Chinese vasteland te verkopen. Eind juni 2024 was hiervan nog sprake met een mogelijke verkoopopbrengst van US$ 47,5 miljoen. Begin juli trokken de mogelijke kopers zich terug.
De Europese winkels draaien al jaren flink verlies en eind juli 2024 vroeg het bedrijf vanuit Hongkong faillissement aan. Als een curator geen koper kan vinden voor de modeketen, dan sluiten de winkels in Nederland, Spanje, Frankrijk, België en Luxemburg. In Nederland zijn er circa 30 winkels, waaronder veel franchisezaken.
- Gemeinsame Normdatei: 16093870-3
- Virtual International Authority File: 160484621